# Disney Parade
Disney Parade est une émission française hebdomadaire pour la jeunesse diffusée le dimanche après-midi sur TF1 entre le 19 février 1989 et le dimanche 27 décembre 1998.
Présentée par Jean-Pierre Foucault et Mickey Mouse avec la participation de Julia et Pilou en 1989, puis trois jeunes animatrices successives (Anne de 1990 à 1994, Séverine Clair de 1994 à 1997 et Mélanie de 1997 à 1998), l'émission proposait un téléfilm (en 2 parties) ou une série avant de clore par un vieux court-métrage de Mickey Mouse et sa bande. Une rubrique scientifique est animée par le savant Gaspard joué par Xavier Nicolas qui a écrit les sujets.

## Historique
Avant Disney Parade, Jean-Pierre Foucault présente en compagnie de Pilou, Voyage Magique à Disney World le 29 décembre 1988 sur TF1. L'émission mêle variétés, extraits de films entre deux péripéties à Disney World.
Puis le 1er janvier 1989, TF1 diffuse  Joyeux anniversaire Mickey. Un programme américain spécialement consacré au 60 ans de Mickey, sous le label Le Monde Magique de Disney. Bien qu'une émission régulière présentée par Jean-Pierre Foucault soit annoncée pour le 8 janvier 1989 , le rendez-vous dominical ne démarrera qu'un mois plus tard.

## Concept
L'émission est diffusée tous les dimanches après-midi (entre 16h45 et 17h55).

### De 1989 à 1992
L'émission est présentée dans la maison de Mickey par Jean-Pierre Foucault et Mickey Mouse lui-même, avec la participation de Julia et Pilou qui présentent Le Journal Disney: un panorama des attractions du parc Walt Disney World. Puis Jean-Pierre Foucault présente en duo avec Anne Meson en compagnie d'un invité (presque toujours un enfant tiré au sort). Les animateurs présentent d'abord un dessin animé, puis lancent Le Monde merveilleux de Disney: un téléfilm ou une série, avant de conclure par la rubrique courrier.
C'est d'ailleurs au cours de la rubrique courrier qu'Anne indiquera en 1991, en réponse à une question, que le nombre de lettres adressées à l'émission était d'environ 3000 chaque semaine.
L’idée générale est que l’émission, en attendant l’ouverture du parc Disney, soit un vecteur de découverte de l’univers Disney.

### De 1992 à 1994
Le concept est légèrement modifié en septembre 1992 avec le changement de décors liée à l’ouverture du Parc : le rêve Disney étant désormais accessible, l’émission doit désormais le promouvoir et non plus le faire découvrir.
D’où le fait qu’il n’y a plus d’invités sur le plateau. La rubrique courrier est toutefois maintenue.
On note l'apparition du savant Gaspard (Xavier Nicolas) qui intervient dans le château.

### De 1994 à 1998
Le concept est inchangé, avec toujours la diffusion d'un dessin animé Disney et Le Monde merveilleux de Disney.
A présent, l'émission propose de découvrir le parc Eurodisney, ayant pour conséquence l'abandon du décor de l'intérieur du Château de la Belle au bois dormant et ainsi que la rubrique courrier de l’émission.
C'est la nouvelle ligne éditoriale des émissions depuis janvier 1994 : chaque émission tourne autour d’un thème, en l’occurrence une attraction du parc, ou plus rarement une des réalisations Disney que l’actualité met en avant.

## Les saisons
Le tableau suivant présente les saisons, les animateurs, les versions du décor :

| Saison    | Durée                                | Mode    | Animateurs                          | Plateau                                                                   |
| --------- | ------------------------------------ | ------- | ----------------------------------- | ------------------------------------------------------------------------- |
| Saison 1  | 1er janvier 1989 au 27 août 1989     | Quatuor | Jean-Pierre, Mickey, Julia et Pilou | Maison de Mickey                                                          |
| Saison 2  | 3 septembre 1989 au 31 décembre 1989 | Duo     | Jean-Pierre et Mickey               | Maison de Mickey                                                          |
| Saison 2  | 7 janvier 1990 au 26 août 1990       | Duo     | Anne et Jean-Pierre                 | Maison de Mickey                                                          |
| Saison 3  | 2 septembre 1990 au 25 août 1991     | Duo     | Anne et Jean-Pierre                 | Maison de Mickey                                                          |
| Saison 4  | 1er septembre 1991 au 30 août 1992   | Duo     | Anne et Jean-Pierre                 | Maison de Mickey                                                          |
| Saison 5  | 6 septembre 1992 au 29 août 1993     | Duo     | Anne et Jean-Pierre                 | Château de la Belle au bois dormant                                       |
| Saison 6  | 5 septembre 1993 au 28 août 1994     | Duo     | Anne et Jean-Pierre                 | Château de la Belle au bois dormant et différents endroits du Parc Disney |
| Saison 7  | 11 septembre 1994 au 9 octobre 1994  | Solo    | Jean-Pierre                         | Différents endroits du Parc Disney                                        |
| Saison 7  | 16 octobre 1994 au 27 août 1995      | Duo     | Séverine Clair et Jean-Pierre       | Différents endroits du Parc Disney                                        |
| Saison 8  | 3 septembre 1995 au 25 août 1996     | Duo     | Séverine Clair et Jean-Pierre       | Différents endroits du Parc Disney                                        |
| Saison 9  | 1er septembre 1996 au 31 août 1997   | Duo     | Séverine Clair et Jean-Pierre       | Différents endroits du Parc Disney                                        |
| Saison 10 | 7 septembre 1997 au 30 août 1998     | Duo     | Mélanie et Jean-Pierre              | Dernier décor                                                             |
| Saison 11 | 6 septembre au 27 décembre 1998      | Duo     | Mélanie et Jean-Pierre              | Dernier décor                                                             |

## Le Plateau
L'émission a connu deux grandes périodes en ce qui concerne, le plateau : de 1988 à 1992 ce fut la Maison de Mickey, puis à partir de 1992 ce fut le Château de la Belle au bois dormant avant de s'étendre à tout le parc et aux installations Disney avoisinantes.

### La Maison de Mickey (1989-1992)
De 1989 à 1992, l'émission est tournée sur un plateau baptisé La maison de Mickey qui, comme son nom l'indique, est une maison, très proche des pavillons américains des années 1950, entièrement meublée d'objets des années 1950 et 1960, avec en décoration des portraits de Walt Disney, un bureau style Les 101 Dalmatiens, un téléphone Donald Duck, une statue des frères Rapetou et des revues Disney (Journal de Mickey) disséminés un peu partout dans la maison. Anne Meson, la coprésentatrice de l'émission de 1989 à 1994, a par ailleurs fait plusieurs interviews, avec des photos d'elle entourée de mobilier de la maison Disney, par exemple une photo où elle est assise sur un banc style Pluto, avec en arrière-plan un poster rond en anglais célébrant les 60 ans de Mickey
La maison était constituée de plusieurs pièces communiquant entre elles dont les principales étaient :
- le salon, où se trouvait la porte d'entrée de la maison, avec un divan et un piano à côté d'une cheminée
- le bureau avec le coffre à lettres

On pouvait également apercevoir au tout début de l'émission un aperçu de l'extérieur de la maison, avec notamment la voiture de Donald dans le garage, la fameuse 313.

### Le Château de la Belle au bois dormant (1992-1994)
L'ouverture du Parc d'Euro Disney, le 12 avril 1992, servit de point de départ pour modifier le décor de l'émission. Cela se concrétisa à la rentrée scolaire 1992 par l'installation de l'émission dans un plateau censé être situé au premier et second étage du château du château de la Belle au bois dormant :
- le premier étage est une grande salle, décorée d'armures et d'armoiries, avec une énorme cheminée au fond, où se trouve un escalier secret qui mène à la tour du château, au-dessus de laquelle trône un portrait de Walt Disney, tandis qu'au milieu de la pièce se trouve une massive table en bois avec deux énormes chaises (c'est ce décor qui accueillera par ailleurs la rubrique du savant Gaspard (Xavier Nicolas) durant l'année 1992-1993)
- le second étage, censé être l'une des plus hautes tours du château avec une bibliothèque et des vitraux, pièce qui sert notamment pour la rubrique courrier de l'émission.

### Le Parc Eurodisney (1994-1998)
En septembre 1994, avec l’arrivée de Séverine en remplacement d'Anne, le décor du Château fut abandonné. Désormais l’émission est filmée à l’intérieur du parc et dans le complexe attenant : chaque émission étant désormais thématique, le décor est généralement celui de l’attraction en question.

Il s'agit en fait d'une généralisation de la tendance de l'année 1993-1994 durant laquelle le château ne servait que de manière épisodique.

Les deux exemples suivants, d'avant septembre 1994, permettent d'illustrer cette pratique avant son extension :
- L'ouverture de Indiana Jones et le Temple du Péril, fut l'occasion d'en faire la promotion en tournant intégralement à l'automne 1993 une émission autour de l'attraction (les décors intérieurs, extérieurs et les montagnes russes).
- Les complexes à l'extérieur du Parc furent également présentés : le Disney's Hotel New York servit de cadre à une émission d'avril 1994 au cours de laquelle Anne interpréta la chanson Tout le monde veut devenir un cat.

## Les animateurs
L'émission était au début présentée par Jean-Pierre Foucault avec la participation en fin d'émission, de Julia et Pilou, deux animateurs en herbe, qui faisaient un Journal Télévisé pour enfants. À la fin du JT, ils annonçaient le Journal de 20 H présenté par "leur collègue", Bruno Masure ! La séquence n'a pas durée toute la saison, et ce JT disparut. Puis, l'année suivante, il fut rejoint par Anne.
Les deux présentateurs jouaient deux amis passant un dimanche après-midi invités chez Mickey. Ce fut le concept du duo formidable (pour reprendre une expression de l’animatrice Anne Meson lors de l'émission du dimanche 2 janvier 1994).

### Les animateurs au long des saisons
Les noms en rouge sont ceux des animateurs d'origine, tandis que sont en bleu ceux des successeurs de Julia et Pilou et d'Anne Meson (la couleur de la case de chaque saison reflète la composition, de l'équipe des animateurs au fil des ans, entre les premiers et les seconds).
| 1er janvier 1989 - 27 août 1989 | 3 septembre 1989 - 31 décembre 1989 | 7 janvier 1990 - 3 septembre 1994 | 11 septembre 1994 - 9 octobre 1994 | 16 octobre 1994 - 31 août 1997 | 7 septembre 1997 - 27 décembre 1998 |
| ------------------------------- | ----------------------------------- | --------------------------------- | ---------------------------------- | ------------------------------ | ----------------------------------- |
| Julia et Pilou                  | Vacant                              | Anne                              | Vacant                             | Séverine Clair                 | Mélanie                             |
| Jean-Pierre                     |                                     |                                   |                                    |                                |                                     |

### Les  différents animateurs
- Jean-Pierre[5] (saisons 1989-1998)
- Julia et Pilou (saison 1989)
- Anne[6]   (saisons 1990-1994)
- Séverine Clair (saisons 1994-1997)
- Mélanie (saisons 1997-1998)

### Le rôle des animateurs

#### Le premier duo (1990-1994)
Le rôle d'Anne au début consistait à s'occuper de la rubrique courrier en répondant à toutes les questions posées sur l'univers Disney, ainsi qu'à annoncer les dessins-animés et séries à venir en alternance avec Jean-Pierre Foucault qui lui faisait l'ouverture et la clôture de l'émission (de par sa plus longue expérience de présentateur, vu qu'en 1989 Jean-Pierre Foucault avait 41 ans dont 14 ans comme animateur de télévision, c'est-à-dire l'âge d'Anne à la même époque).

Anne d'ailleurs dira, dans une interview réalisée par Olivier Boucreux et Fabrice Pierrot pour le Journal de Mickey, à propos de sa première émission comme présentatrice dans le Disney Parade :

« C'était nul ! J'étais si impressionnée par Jean-Pierre Foucault que je n'ai presque pas ouvert la bouche... L'autre jour, j'ai regardé mes premiers "Disney Parade" et j'ai eu honte ! »

#### Le nouvel équilibre (1994-1998)
Le dimanche 4 septembre 1994, Anne fait sa dernière émission et quitte brusquement le Disney Parade, tandis que Jean-Pierre Foucault reste seul pendant cinq émissions du 11 septembre au 9 octobre 1994.
A l'instar de Douchka, la précédente ambassadrice Disney, Anne achève un contrat de cinq ans avec la firme. Elle n'émet pas le souhait de le renouveler et part pour d'autres aventures télévisuelles, notamment sur Canal J. Une audition est lancée pour sa relève. Parmi 200 candidates, est choisie Séverine Clair qui fera sa première émission le dimanche 16 octobre 1994. Malgré cela, l'émission continuera selon le même format qu'auparavant pendant trois saisons (1994-1997).

## Les éléments du programme

### Les courts-métrages
Le court-métrage constituait la première base de l’émission. Entre le 1er janvier 1989 et le 14 janvier 1996, il fut diffusé en tout début d’émission.
Il s’agissait d’un dessin animé tiré des catégories suivantes :
- Mickey Mouse
- Donald Duck
- Dingo
- Donald & Dingo
- Pluto
- Figaro
- Tic et Tac
- Silly Symphonies
- Le Marsupilami

### Le Monde merveilleux de Disney
Il s’agit d'une sélection de programmes Disney produits pour diverses chaînes américaines.
- La plupart des téléfilms divisés en deux parties sont issus de The Wonderful World of Disney (NBC), The Disney Sunday Movie (ABC), The Magical World of Disney (ABC), A Disney Special (NBC).
- Les émissions spéciales à thèmes sont des compilations d’extraits Disney issues de The Wonderful World of Disney (NBC).
- Les séries proviennent de diverses chaînes: Les 100 Vies de Black Jack Savage (NBC), Pas de répit sur planète Terre (CBS)...

A noter Un Vrai petit génie première coproduction européenne pour Disney.

### Les rubriques
La principale rubrique de l’émission fut le courrier entre janvier 1989 et septembre 1994.
Les téléspectateurs envoyaient des courriers avec des questions, auxquelles Anne répondait entre 1989 et 1992.

### Les concours
Par le biais du courrier, un concours de la photo la plus amusante était organisé chaque semaine entre 1989 et 1993, et le gagnant remportait en plus de quelques lots Disney, des passeports pour le Parc.

## Audiences
Selon un article publié dans la rubrique "Disney news" du Journal de Mickey en 1990, énonçant la nouvelle rubrique "questions" du Disney Parade et sa nouvelle série "Teen Angel" diffusé dans "le Monde Merveilleux de Walt Disney", l'émission rassemblait en moyenne 6.5 millions de téléspectateurs chaque dimanche soit l'une des plus fortes audiences de TF1.

## Émissions spéciales
Il y a eu un certain nombre d’émissions spéciales tout au long de l’existence du Disney Parade, très souvent à l’approche des fêtes, mais aussi à l’occasion de l’ouverture du Parc.
Le contenu des émissions spéciales était annoncé dans la rubrique Télé Disney du Journal de Mickey.
D'autre part, certaines de ces émissions ont parfois été diffusées un autre jour que le dimanche (par exemple à l'occasion du réveillon de Noël, du Nouvel An) et ne portait pas le nom de Disney Parade qui par tradition ne pouvait avoir lieu que le dimanche.
Le tableau suivant regroupe quelques-unes de ces dernières :

| Nom                                          | Jour     | Date | Mois     | Année | Heure | Présentation                                                         | Sujet | Saison |
| -------------------------------------------- | -------- | ---- | -------- | ----- | ----- | -------------------------------------------------------------------- | --- | ------ |
| Voyage Magique à Disney World (1988)         | jeudi    | 29   | décembre | 1988  | 20h45 | Jean-Pierre Foucault et Pilou                                        | Plusieurs sketchs, des dessins-animés et des reportages à Disneyworld avec pour invités Vanessa Paradis                                                                                  | 1      |
| Disney Noël (1990)                           | mardi    | 25   | décembre | 1990  | 20h45 | Philippe Risoli, Christian Morin et Patrick Roy                      | Plusieurs sketchs, des dessins-animés et des reportages à Disneyworld avec pour invités Vanessa Paradis, Florent Pagny, David et Estelle Hallyday, François Feldman et Anne              | 3      |
| Euro Disney: l'ouverture                     | samedi   | 11   | avril    | 1992  | 20h50 | Jean-Pierre Foucault et David Hallyday                               | Partie française de l'émission internationale pour l'ouverture du parc | 4      |
| Disney Parade spécial ouverture d'Eurodisney | dimanche | 12   | avril    | 1992  | 16h35 | Jean-Pierre Foucault, Anne, David Hallyday et Claude François Junior | Quatre petits reportages en musique sur les différents Lands du parc : - Main Street USA - Frontierland - Adventureland et Fantasyland - Discoveryland                                   | 4      |
| Disney Noël (1992)                           | vendredi | 25   | décembre | 1992  | 16h20 | Anne et Stéphane Tapie                                               | 12 enfants âgés de 7 à 9 ans sont à Euro Disney en tant qu'ambassadeurs de l'Europe et racontent les contes et les coutumes de leur pays qui seront évoqués à travers des dessins animés | 5      |
| Disney Parade spécial bêtisier du sport      | dimanche | 17   | janvier  | 1993  | 16h55 | Anne et Jean-Pierre Foucault                                         | J. Evans, B. Boitano et B. Jennor, médaillés aux J.O., participent à une série de sketches agrémentée de séquences sorties des archives sportives de Walt Disney                         | 5      |
| Anne au pays d'Euro Disney                   | jeudi    | 20   | mai      | 1993  | 15h15 | Anne                                                                 | Rediffusion du concert d'Anne à l'Olympia | 5      |
| Opération un jouet pour Noël                 | mercredi | 22   | décembre | 1993  | 20h45 | Anne et Jean-Pierre                                                  | Offrir un cadeau de Noël aux enfants malades | 6      |
| Une nuit magique à Euro Disney               | vendredi | 24   | décembre | 1993  | 20h50 | Véronique Genest et Alexandre Debanne                                | Ensemble de numéros de prestidigitation et de magie pour les 65 ans de Mickey | 6      |
| Disney Noël (1993)                           | samedi   | 25   | décembre | 1993  | 15h15 | Anne et Stéphane Tapie                                               | Noël en Tunisie sur l'idée d'Aladdin avec 16 sketchs | 6      |
| Disney Parade spécial anniversaire de Donald | dimanche | 12   | juin     | 1994  | 16h55 | Anne et Jean-Pierre Foucault                                         | L'anniversaire des 60 ans de Donald Duck | 6      |
| En attendant le Père Noël                    | samedi   | 24   | décembre | 1994  | 20h45 | Jean-Pierre Foucault et Séverine Clair                               | Le réveillon de Noël avec des dessins-animés et des sketchs | 7      |
| Disney Noël au Kenya (1994)                  | dimanche | 25   | décembre | 1994  | 16h20 | Séverine Clair et Nicolas Laboret                                    | Le jour de Noël passé au Kenya avec des dessins animés et des sketchs | 7      |
| Disney parade : Wild west show               | dimanche | 13   | août     | 1995  | 16h55 | Séverine Clair et Jean-Pierre Foucault                               | Le spectacle de Buffalo Bill et ses indiens | 7      |
| Spécial Disney Noël aux États-Unis (1995)    | lundi    | 25   | décembre | 1995  | 16h40 | Séverine Clair et Olivier Chiabodo                                   | Le jour de Noël passé en Virginie, aux États-Unis avec des dessins animés et des sketchs.                                                                                                | 8      |
| Spécial Disney Noël au Moyen Âge (1996)      | mercredi | 25   | décembre | 1996  | 16h40 | Billy                                                                | Émission spéciale pour les fêtes de Noël, présentant un conte se déroulant au Moyen Âge, tourné au Puy du Fou.                                                                           | 9      |

## Les clips diffusés
Voici une liste non exhaustive de clips diffusés dans le Disney Parade :
- Clip d'Anne Que fera la Belle (émission du dimanche 6 décembre 1992)
- Clip d'Anne Comme Bambi (émission du dimanche 5 septembre 1993)
- Clip d'Anne Mon plus beau rêve (émission du dimanche 19 décembre 1993)

## Liens entre l'émission et leJournal de Mickey
Le Journal de Mickey a toujours joué un rôle important dans la promotion des émissions Disney, ce dès le début avec Le Disney Channel. En règle générale, il a toujours consacré au moins une page aux programmes télévisés Disney. L'analyse des numéros publiés entre le 5 janvier 1990 et le 15 mai 1996 (c'est-à-dire des numéros 1959 à 2291, soit 333 journaux) indique qu'il y a 172 annonces pour l'émission soit un taux de présence dans l'hebdomadaire de 51,65 %.

## Fiche technique
- Réalisation : Laurent Villevieille
- Production : Gérard Louvin
- Société de production : Buena Vista Television